# Kun (kínai)
Kun (Gun) legendás személy a Kína történeti korszakát megelőző, öt császár korában, az ókori kínai mitológiában a vízözönnel harcoló, ám kudarcot vallott hős, Nagy Jü (Yu) apja.

## Neve, származása
Kun (Gun) Csuan-hszü (Zhuanxu) császár révén, a Sárga Császár egyenes ági leszármazottja, akinek egyes források szerint Hszi (Xi) 熙 volt a családneve.

## Alakja
A Kun (Gun)nal kapcsolatos, különféle forrásokban fennmaradt mítoszok igen színesek, ám meglehetősen ellentmondásosak, de alapjaiban abban mind megegyezik, hogy alakját a legendás özönvíz megfékezésére tett sikertelen kísérlettel kapcsolják össze. Kun (Gun) a Magasságos Úr parancsára látott neki az emberek életét fenyegető hatalmas folyami áradás megfékezésének. Más változatok szerint Jao (Yao) császár bízta meg ezzel a feladattal. Kilenc éven át dolgozott minden erejét megfeszítve, de semmilyen eredménnyel nem járt. Ekkor orvul ellopta a Magasságos Úrtól az önmagától megdagadó, csodálatos földet, a hszi-zsang (xirang) 息壤, és ennek felhasználásával akart gátat vetni az árvizeknek. Amikor a víz szintje emelkedett, akkor a gátként szolgáló csodálatos föld is magától növekedett, ennek köszönhetően Kun (Gun) gyorsan haladt a munkával. Csakhogy, amikor a víz szintje elérte a 9 zsen (ren) 仞 magasságot (kb. 18 m), a gát összeomlott és rengeteg és a térséget elöntő áradás rengeteg emberéletet követelt. Ekkor büntetésképpen Jao (Yao) császár, uralkodásának 70. évében (más változatok szerint Sun (Shun) császár) parancsára kivégezték messze északon, a „Toll-hegyen” (Jü-san (Yushan) 羽山).
Az egyik legenda szerint halála után a teste három évig nem indult oszlásnak , míg végül előbújt belőle fia, Jü (Yu), aki folytatta és eredménnyel be is fejezte apja munkáját. Más változat szerint Kun (Gun) feleségül vette Nü-hszi (Nüxi)t 女嬉 (vagy Nü-cse (Nüzhi) 女志), aki titokzatos módon esett teherbe és szülte meg fiukat, Jü (Yu)t.
Kun (Gun) legendájának újabb változatai szerint a kudarcot vallott hős a kivégzése után háromlábú varanggyá (vagy medvévé, vagy sárga színű sárkánnyá) változott, és eltűnt az örvénylő vízben.